# Дієцезія Гасселт

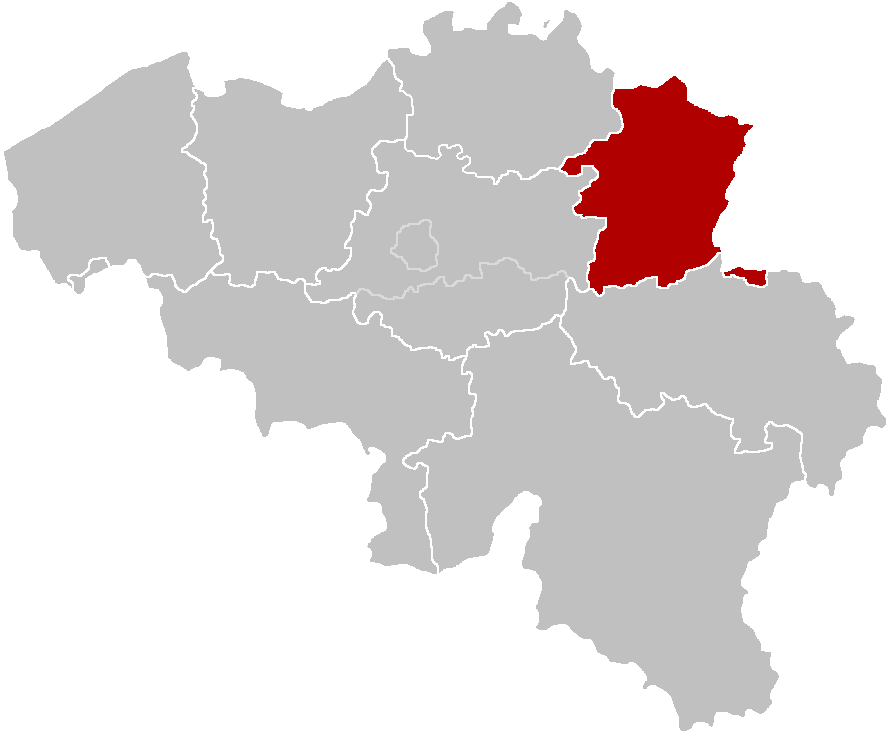
Дієцезія Гасселт

Дієцезія Гасселт (лат. Dioecesis Hasseletensis) — дієцезія Римсько-Католицької церкви з центром у місті Гасселт, Бельгія. Дієцезія входить до архідієцезії Мехелен-Брюссел. Кафедральним собором є церква святого Квінтіна.

## Історія
31 травня 1967 року Римський папа Павло VI видав буллу Qui christianorum, та заснував дієцезію Гасселт, виділивши її з Льєжа. Дієцезія була створена спеціально для фламандців, франкомовні католики залишилися в єпархії Льєжа.

## Джерело
- Annuario Pontificio, Libreria Editrice Vaticana, Città del Vaticano, 2003, ISBN 88-209-7422-3
- Булла Qui christianorum [Архівовано 3 лютого 2014 у Wayback Machine.] (лат.)